# Itet
Itet je bila egipatska princeza 4. dinastije. Znana je i kao Atet.

## Životopis
Itetini roditelji su nepoznati, ali se zna da je živjela na kraljevskom dvoru. Njezin naslov - "znana kralju" - označava ju kao osobu koja je bila bliska s kraljevskom obitelji.
Itet je na dvoru upoznala Nefermaata, krunskog princa, najstarijeg sina faraona Snofrua. Ona i Nefermaat su se vjenčali, pa je Itet postala princeza supruga, te je par dobio dvanaest sinova i tri kćeri. Itet je prva drevna Egipćanka za koju se zna da je rodila toliki broj djece, te je zasigurno bila vrlo snažna žena.

## Grobnica
Itet je pokopana sa suprugom u mastabi 16 u Meidumu. On je umro prije svog oca, a da nije, bio bi kralj, a Itet njegova kraljica. Najpoznatiji prikaz iz Nefermaatove i Itetine mastabe se zove meidumske guske.
U mastabi je Itet prikazana u jednostavnoj bijeloj haljini, kako sjedi na stolcu, dok je s njezine desne strane gleda mali goli dječak, njezin sin.